# Josef Kripsch
Josef Kripsch (* 15. Dezember 1912 in Wien; † unbekannt) war ein österreichischer SS-Obersturmführer und Leiter der SD-Außenstelle Scheibbs. Nach dem Krieg lebte er lange Jahre unter falschem Namen und wurde 1961 von einem Geschworenengericht nach eintägiger Verhandlung von allen Anklagepunkten der Beteiligung an Endphaseverbrechen im Bezirk Scheibbs freigesprochen.

## Leben

### Jugend und Laufbahn in der SS und dem SD
Josef Kripsch wuchs in Wien auf und studierte sechs Semester Mathematik und Chemie. Nach dem Abbruch seines Studiums arbeitete er als Handelsangestellter und wurde am 1. März 1934 illegales Mitglied der NSDAP. Anfang der 1930er Jahre war er Rottenführer der SA, trat nach der Röhm-Putsch 1934 aus der SA aus und wurde Mitglied der SS, wo er für den SS-Sicherheitsdienst (SD) arbeitete (SS-Nummer 337.377). 1938 wurde Kripsch nach dem „Anschluss“ Österreichs Angestellter in der SD-Leitstelle Wien, später Leiter der SD-Außendienststelle Wien-Felberstraße und im November 1944 zum SS-Obersturmführer befördert. Am 27. Mai 1938 beantragte er die reguläre Aufnahme in die NSDAP und wurde rückwirkend zum 1. Mai desselben Jahres aufgenommen (Mitgliedsnummer 6.127.933).
Im März 1945 wurde seine Dienststelle wegen der näherkommenden Front aufgelöst und nach Krems an der Donau verlegt. Durch einen Sonderbefehl wurde Kripsch Mitte April 1945 in den Kreis Scheibbs abkommandiert, wo er in Zusammenarbeit mit der Kreisleitung eine SD-Außendienststelle errichten sollte, um „Werwolf“-Aktivitäten in diesem Gebiet zu organisieren. Eine unmittelbare Tatbeteiligung an den Endphaseverbrechen der Massaker bei Göstling und im Schliefaugraben bei Randegg im Bezirk Scheibbs konnte ihm nicht nachgewiesen werden. Er war zwar am 15. April 1945 morgens am Hauptplatz von Scheibbs anwesend, als sich die Täter von Randegg dort versammelten, bestritt aber, am Massaker beteiligt gewesen sein. Es ist aber davon auszugehen, dass Kripsch als ranghöchster SD-Funktionär des Bezirks zumindest über dessen Planung und Durchführung informiert war.

### Nachkriegszeit, Tarnexistenz und Prozess
Im Mai 1945 flüchtete er nach Passau zu seiner  Frau und seinen Kindern. Die Familie zog zurück nach Wien, wo er als Erntehelfer in Simmering arbeitete. Nachdem Kripsch von den Fahndungen nach Beteiligten der Endphaseverbrechen im Kreis Scheibbs erfahren hatte, nahm er 1946 den falschen Namen „Paul Bolek“ an, da er seine eigene Schuld an diesen Verbrechen als so schwer einschätzte, dass er die Todesstrafe im Falle eines Strafverfahrens befürchtete:
„Er erinnert sich eines ehemaligen Schulkollegen Paul Bolek, der im Alter von 14 Jahren ausgewandert war. Bei der Pfarre Hernals, bei welcher er sich als Paul Bolek ausgab, erhielt er auf diesen Namen am 18. August 1946 einen Taufschein ausgestellt. Mit diesem Taufschein bekam er beim Magistrat der Stadt Wien am 27. Juni 1946 einen Auszug aus der Heimatrolle, lautend auf den Namen Paul Bolek. Auf Grund dieser Dokumente ließ er sich wieder auf den Namen Paul Bolek einen Wehrmachtsentlassungsschein ausstellen und schließlich am 28. August 1946 von der Polizeidirektion Wien einen Identitätsausweis“
1947 zog Kripsch nach Graz, lebte dort unter seinem Tarnnamen und wurde Einkaufsleiter beim Stahlunternehmen Waagner-Biro. Obwohl den Ermittlungsbehörden bereits seit 1948 bekannt war, dass er unter falschem Namen in Österreich lebte, zwischen 1946 und 1959 regelmäßig seine Familie und Freunde traf und oftmals seinen richtigen Vornamen Josef verwendete, wurde er nicht enttarnt. Trotz dieser Kenntnisse erklärte das Landesgericht Wien Kripsch auf Antrag seines Schwiegervaters 1954 rückwirkend zum 8. Mai 1945 für tot. Nach der österreichischen NS-Amnestie am 14. März 1957 gab Kripsch seine falsche Identität auf und meldete sich 1960 durch seinen Anwalt bei den Behörden. Er wurde wider Erwarten in U-Haft genommen und ein Ermittlungsverfahren gegen ihn eröffnet. Am 6. Dezember 1961 begann sein Prozess, der einen Tag dauerte und bei dem er von den Geschworenen in allen Anklagepunkten freigesprochen wurde.